# Ovida
Ovida ou Odiva foi um oficial militar romano do século V de provável origem gótica, ativo durante os últimos anos do Império Romano do Ocidente. Um conde do imperador romano Júlio Nepos (r. 474–480), em 480, ao lado do também conde Viador, teria traiçoeiramente assassinado o imperador deposto próximo a Salona.
Depois da morte de Nepos, aparentemente Ovida tomou controle da Dalmácia e teve de resistir ao ataque realizado em 481/482 por Odoacro (r. 476–493), o rei da Itália. Ele viria a ser morto pelo rei italiano em 27 de novembro ou 9 de dezembro de 481 ou 482.